# Pedro Angulo
Pedro de Angulo O.P. (Burgos, España - Chiapas, Reino de Guatemala, 1561) fue un sacerdote catequizador dominico.  Viajó a América como soldado de los tercios españoles en 1524 y en 1529 ingresó a la Orden de Predicadores.  Se convirtió en un compañero de Bartolomé de las Casas en Guatemala, Centroamérica en general, y las Grandes Antillas. Era experto en los idiomas indígenes náhuatl y zutuhil y escribió varios folletos sobre temas religiosos utilizando estos idiomas. En 1558 fue nombrado vicario de la casa de Santo Domingo en Santiago de los Caballeros de Guatemala, facultado para imponer hábitos, y fue nombrado obispo de la Verapaz poco antes de morir.

## Biografía

### Los dominicos en las Verapaces

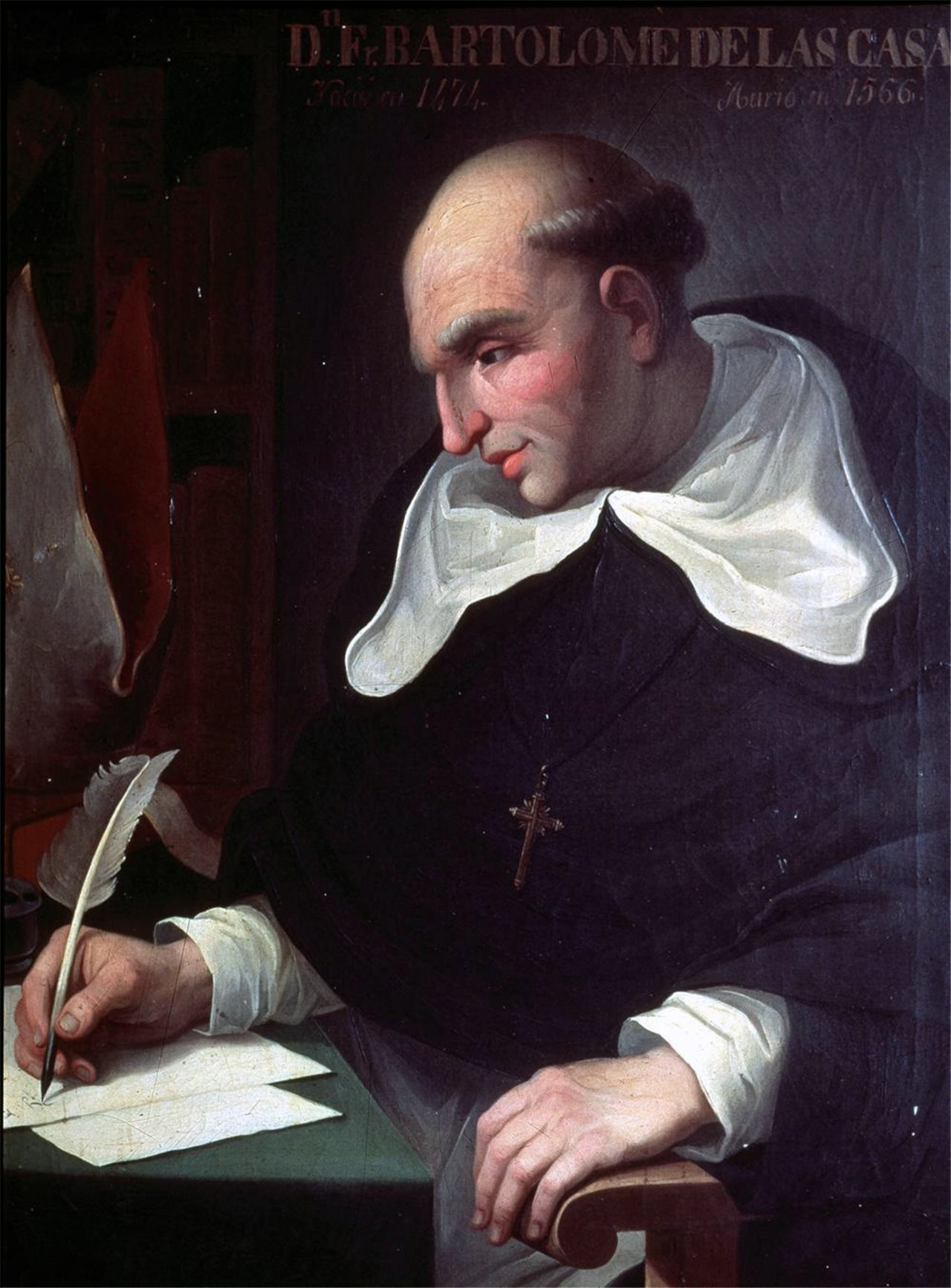
El dominico fray Bartolomé de las Casas, quien junto a los frailes Rodrigo de Landa, Pedro de Angulo y Luis de Cáncer iniciaron la catequización de las Verapaces en 1542.

En noviembre de 1536, el fraile dominico Bartolomé de las Casas se instaló en Santiago de Guatemala. Meses después el obispo Juan Garcés, que era amigo suyo, le invitó a trasladarse a Tlascala. Posteriormente, volvió a trasladarse a Guatemala. El 2 de mayo de 1537 consiguió del gobernador licenciado Don Alfonso de Maldonado un compromiso escrito ratificado el 6 de julio de 1539 por el Virrey de México Don Antonio de Mendoza, que los nativos de Tezulutlán, cuando fueran conquistados, no serían dados en encomienda sino que serían vasallos de la Corona. Las Casas, junto con otros frailes como Pedro de Angulo y Rodrigo de Ladrada, enviaron a cuatro comerciantes con coplas cristianas traducidas en k'iche' que llegan hasta Sacapulas y el "cacique local" (quien después fue bautizado como don Juan demuestra gran interés y quiere conocer más, y que luego decidió convertirse al cristianismo y ser predicador de sus vasallos.
Las Casas, fray Luis de Cáncer, fray Rodrigo de Ladrada y fray Pedro de Angulo tomaron parte en el proyecto de reducción y pacificación, pero fue Luis de Cáncer quien fue recibido por el cacique de Sacapulas logrando realizar los primeros bautizos de los habitantes. En diciembre de 1537, Las Casas y Angulo deciden viajar a Sacapulas porque habían escuchado que el hermano de este cacique, «Don Juan de Sacapulas» (en realidad el ajpop kamjá de la confederación kiché Tepepul 8 Kawoq que se había refugiado con sus aliados de Sacapulas). contraería matrimonio con una hija del ajpop O' Mataqtani Batz' de Chamelco, el posterior Juan Matalbatz
Las Casas y Angulo fundaron el pueblo de Rabinal, y Cobán fue la cabecera de la doctrina católica. Tras dos años de esfuerzo el sistema de reducción comenzó a tener un éxito relativo, pues los indígenas se trasladaron a terrenos más accesibles y se fundaron localidades al modo español. El nombre de «Tierra de Guerra» fue sustituido por el de «Vera Paz» (verdadera paz), denominación que se hizo oficial en 1547.

### Bailes de predicación
Angulo permaneció en Cobán y fue una de las principales figuras de los primeros misioneros de las Indias en el sur de México y Guatemala, de hecho tuvo más éxito que Las Casas. Vivió, enseñó y evangelizó a diversas naciones mayenses.
Al ver que los indígenas entendían más lo visual que lo auditivo recurrió a láminas alegóricas que representaban pasajes bíblicos, las cuales llevaba consigo a través de la selva para usarlas como ilustraciones en sus lecciones a los nativos. Además, se hizo experto en los idiomas nativos náhuatl y zutuhil y escribió varios folletos sobre temas religiosos utilizando estos idiomas.

### Obispo de Verapaz
Fue nombrado Provincial de la Orden de Predicadores por Chiapas y vicario de la casa de Santo Domingo en la ciudad de Santiago de los Caballeros de Guatemala en el capítulo que se celebró en México en 1558; por último, fue nombrado obispo de Verapaz poco tiempo antes de morir.